# Mages (entreprise)
Mages Inc. (株式会社メージス, Kabushiki gaisha Mējisu, stylisé « MAGES.inc »), anciennement 5pb. Inc. (株式会社5pb., Kabushiki gaisha 5pb., « 5pb. » étant l'abréviation de « The Five powered & basics »), est un studio de développement de jeux vidéo japonais et un label de musique de jeux vidéo et d'anime. Il a été formé le 6 avril 2005 après que Chiyomaru Shikura ait quitté Scitron pour créer son entreprise en tant que chef de direction, poste qu'il occupe toujours. La société est divisée en deux parties, 5pb. Games pour les jeux vidéo, et 5pb. Records pour le label de musique. C'était une filiale en propriété exclusive du groupe TYO jusqu'à ce que Shikura achète les droits restants du groupe TYO le 15 avril 2009. Shikura est alors copropriétaire de 5pb. avec AGOne, une filiale de Dwango Japan. Les membres du personnel incluent le scénariste Naotaka Hayashi, l'artiste Yukihiro Matsuo et le producteur Tatsuya Matsuhara.

Ancien logotype

En avril 2011, le groupe d'entreprises composé d'Arkray, Seed Project, Dwango Creative School, Animelo Summer Life, 5pb. Records et 5pb. Games a fusionné sous la société mère Mages. Inc. dirigé par le chef de direction Chiyomaru Shikura. En juillet 2019, Mages a été racheté par le studio conceptuel de Shikura Chiyomaru Studio, dans le but d'être plus flexible et plus rapide dans ses décisions en tant que société indépendante de leur maison mère Dwango et du groupe Kadokawa. Cela dit, bien que Mages ne fasse plus partie du groupe Kadokawa à la suite du rachat par la direction, il s'attend toujours à maintenir les mêmes relations favorables avec le groupe que jusqu'à présent. Parallèlement à ce rachat, la société entend renforcer son image de marque en consolidant la marque 5pb. en la renommant Mages.
En mars 2020, Colopl a acquis Mages auprès de Chiyomaru Studio pour 1,612 milliard de yens (environ 14,92 millions de dollars américains),.
Chiyomaru Shikura a expliqué que Mages est en fait une anagramme de « games » (jeux en français) et un acronyme des activités principales de l'entreprise : M pour « music » (musique), A pour « animation », G pour « games » (jeux), E pour « event » (événement) et S pour « school » (école).

## Artistes
Auparavant appelé 5pb. Records, depuis 2019 la marque n'existe plus, la marque Mages étant la seule utilisée pour tout.
- Artery Vein (Eri Kitamura & Asami Imai)
- Asaka
- Asriel
- Ayane
- Ayumu
- Cyua
- DG-10
- fripSide
- Akiko Hasegawa
- Rina Hidaki
- Himeka
- Asami Imai
- Mio Isayama
- Kanako Itō
- Junjou no Afilia
- Kaori
- Kenn
- Kicco
- Asriel's Kokomi
- Riyu Kosaka
- Marina
- Ui Miyazaki
- Halko Momoi
- Ayumi Murata
- Nao
- Romanxia
- Sakura Nogawa
- Yui Sakakibara
- Phantasm (FES cv. Yui Sakakibara)
- Asami Shimoda
- Konomi Suzuki
- Two-Formula (Saeko Zōgō & Kaori Sadohara)
- Velforest
- Zwei

## Jeux
5pb. Games était une division de Mages, qui s'occupait du développement de jeux vidéo  La marque s'appelait à l'origine Five Games Kid, ou 5gk. pour faire court, mais le nom a été changé en décembre 2007 pour coïncider avec le nom du label de 5pb., 5pb. Records. Certains des développeurs de 5pb. proviennent de KID, Tonkin House et Scitron, comme Takeshi Abo en décembre 2006. Depuis 2019, la marque 5pb. Games n'est plus utilisée, la marque Mages étant la seule utilisée pour tout.
| Année de sortie initiale | Titre                                                     | Platforme(s)                                           |
| ------------------------ | --------------------------------------------------------- | ------------------------------------------------------ |
| 2007                     | Que: Fairy of Ancient Leaf                                | PS2                                                    |
| 2007                     | Memories Off 5: Encore                                    | PS2, PSP                                               |
| 2007                     | Umishō                                                    | PS2                                                    |
| 2008                     | Your Memories Off: Girl's Style                           | PS2, PSP                                               |
| 2008                     | Night Wizard! The Video Game: Denial of the World         | PS2                                                    |
| 2008                     | Prism Ark: Awake                                          | PS2                                                    |
| 2008                     | Chaos;Head                                                | Win                                                    |
| 2008                     | Memories Off                                              | PSP                                                    |
| 2008                     | Memories Off 2nd                                          | PSP                                                    |
| 2008                     | Ghost Hound DS                                            | NDS                                                    |
| 2008                     | Kanokon Esuii                                             | PS2                                                    |
| 2008                     | L no Kisetsu 2: Invisible Memories                        | PS2                                                    |
| 2008                     | Memories Off: Sorekara                                    | PSP                                                    |
| 2008                     | Omoide ni Kanata Kimi: Memories Off                       | PSP                                                    |
| 2008                     | Memories Off 6: T-wave                                    | PS2, iOS, PSP, X360                                    |
| 2008                     | Monochrome Factor: Cross Road                             | PS2                                                    |
| 2009                     | Memories Off 5: Togireta Film                             | PSP                                                    |
| 2009                     | Oretachi ni Tsubasa wa Nai                                | PS3, PS Vita, Win                                      |
| 2009                     | DoDonPachi DaiOuJou Black Label Extra                     | X360                                                   |
| 2009                     | Kemeko Deluxe! DS: Yome to Mecha to Otoko to Onna         | NDS                                                    |
| 2009                     | KimokawaE!                                                | NDS                                                    |
| 2009                     | 11eyes CrossOver                                          | X360, PSP, iOS                                         |
| 2009                     | Chaos;Head Noah                                           | X360, PS3, PSP, iOS, Android, Steam                    |
| 2009                     | Hakushaku to Yōsei: Yume to Kizuna ni Omoi o Hasete       | PS2                                                    |
| 2009                     | Hyakko: Yorozuya Jikenbo!                                 | PS2                                                    |
| 2009                     | Skip Beat!                                                | PS2                                                    |
| 2009                     | Memories Off After Rain                                   | PSP                                                    |
| 2009                     | Lucian Bee's: Resurrection Supernova                      | PS2                                                    |
| 2009                     | Memories Off 6: Next Relation                             | PS2, X360, PSP                                         |
| 2009                     | Item Getter: Bokura no Kagaku to Mahō no Kankei           | NDS                                                    |
| 2009                     | Steins;Gate                                               | X360, PS3, PS4, Win, PSP, iOS, PS Vita, Android, Steam |
| 2009                     | Taishō Baseball Girls                                     | PSP                                                    |
| 2009                     | L no Kisetsu W pocket                                     | PSP                                                    |
| 2009                     | Tayutama: Kiss on my Deity                                | X360                                                   |
| 2010                     | Chaos;Head Love Chu Chu!                                  | X360, PS3, PSP                                         |
| 2010                     | Ketsui: Kizuna Jigoku Tachi Extra                         | X360                                                   |
| 2010                     | Lucian Bee's: Evil Violet                                 | PS2, PSP                                               |
| 2010                     | Lucian Bee's: Justice Yellow                              | PS2, PSP                                               |
| 2010                     | W.L.O. Sekai Renai Kikō                                   | X360                                                   |
| 2010                     | Memories Off: Yubikiri no Kioku                           | X360                                                   |
| 2010                     | Corpse Party: Blood Covered Repeated Fear                 | PSP, iOS, 3DS                                          |
| 2010                     | Sharin no Kuni: The Girl Among the Sunflowers             | X360                                                   |
| 2010                     | Lucian Bee's: Resurrection Supernova                      | PSP                                                    |
| 2010                     | Pastel Chime Continue                                     | PSP                                                    |
| 2011                     | Bullet Soul                                               | X360                                                   |
| 2011                     | Memories Off: Yubikiri no Kioku                           | Win, PSP                                               |
| 2011                     | Phantom Breaker                                           | X360, PS3                                              |
| 2011                     | Steins;Gate: My Darling's Embrace                         | X360, PS3, PSP, PS Vita, Steam                         |
| 2011                     | Dunamis 15                                                | X360, PS3                                              |
| 2011                     | Corpse Party: Book of Shadows                             | PSP                                                    |
| 2011                     | Steins;Gate: Variant Space Octet                          | Win                                                    |
| 2011                     | Muv-Luv                                                   | X360                                                   |
| 2011                     | Muv-Luv Alternative                                       | X360                                                   |
| 2011                     | Ever 17                                                   | X360                                                   |
| 2011                     | Beyond the Future: Fix the Time Arrows                    | PS3, PSP                                               |
| 2012                     | Robotics;Notes                                            | PS3, X360                                              |
| 2012                     | Corpse Party: Sachiko’s Game of Love Hysteric Birthday 2U | PSP                                                    |
| 2012                     | Bravely Default                                           | 3DS                                                    |
| 2013                     | Phantom Breaker: Battle Grounds                           | X360, PS Vita, Win                                     |
| 2013                     | Steins;Gate: Linear Bounded Phenogram                     | PS3, X360, PS Vita, iOS, Steam                         |
| 2013                     | Haiyore! Nyaruko-san Meijoshigatai Game no Yona Mono      | PS Vita                                                |
| 2013                     | Ketsui: Kizuna Jigoku Tachi Extra                         | PS3                                                    |
| 2013                     | Disorder 6                                                | PS3, X360                                              |
| 2013                     | Phantom Breaker: Extra                                    | PS3, X360                                              |
| 2013                     | Hero X Battle Princess                                    | PS3                                                    |
| 2013                     | Eiyuu*Senki                                               | PS3                                                    |
| 2013                     | Liberation Maiden Sin                                     | PS3                                                    |
| 2014                     | Bullet Soul Infinite Burst                                | X360                                                   |
| 2014                     | Corpse Party: Blood Drive                                 | PS Vita                                                |
| 2014                     | Robotics;Notes Elite                                      | PS Vita, Steam                                         |
| 2014                     | Chaos;Child                                               | XBO, PS3, PS4, PS Vita, iOS, Win, Steam                |
| 2014                     | Infinite Stratos: Versus Colors                           | Win                                                    |
| 2015                     | Psycho-Pass: Mandatory Happiness                          | PS4, PS Vita, Win, XBO                                 |
| 2015                     | Steins;Gate 0                                             | PS3, PS4, PS Vita, XBO, Win, NS, Steam                 |
| 2016                     | Plastic Memories                                          | PS Vita                                                |
| 2017                     | New Game! The Challenge Stage                             | PS4, PS Vita                                           |
| 2017                     | Occultic;Nine                                             | PS4, PS Vita, XBO                                      |
| 2017                     | Chaos;Child Love Chu Chu!!                                | PS4, PS Vita                                           |
| 2017                     | Phantom Breaker: Battle Grounds Overdrive                 | NS                                                     |
| 2017                     | YU-NO: A Girl Who Chants Love at the Bound of this World  | PS4, PS Vita, NS, Steam                                |
| 2018                     | Steins;Gate Elite                                         | PS4, Win, PS Vita, NS, Steam                           |
| 2019                     | Robotics;Notes DaSH                                       | PS4, NS, Win, Steam                                    |
| 2020                     | Famicom Tantei Club: Kieta Kōkeisha Remake                | NS                                                     |
| 2020                     | Famicom Tantei Club Part II: Ushiro ni Tatsu Shōjo Remake | NS                                                     |
| 2020                     | Ogre Tale                                                 | PS4, XBO, Win, NS                                      |
| 2022                     | Anonymous;Code                                            | PS4, PS Vita, NS, Steam                                |

## Chiyomaru Studio
Chiyo St. Inc., faisant affaire sous le nom de Chiyomaru Studio (千代丸スタジオ, Chiyomaru Sutajio), est un studio de concept multimédia dirigé par Chiyomaru Shikura, le directeur représentatif et président de Mages. La société, qui s'appelait à l'origine Chrome Edge (クロウムエッジ, Kuroumu Ejji), a été fondée séparément de Mages dans le but de gérer les droits d'auteur des projets médiatiques sur lesquels travaille Shikura, notamment la franchise Science Adventure pour créer des histoires à utiliser dans divers médias. En juillet 2019, Chiyomaru Studio a procédé à un rachat de Mages, en acquérant toutes les actions détenues par son ancienne société mère Dwango ; l'année suivante, Chiyomaru Studio a vendu toutes les actions de Mages à Colopl.
Bien que le travail de concept soit effectué par Chiyomaru Studio, ils travaillent avec Mages pour développer des jeux vidéo et avec Kadokawa Corporation pour imprimer des livres et produire des anime et des mangas. Le studio comprend des membres du personnel de Mages, qui communiquent par messagerie instantanée ; à partir de 2015, Shikura était le seul personnel sur place.
La première propriété intellectuelle développée par Chiyomaru Studio, non basée sur les travaux précédents de Shikura, est le jeu vidéo Anonymous;Code, qui a été développé en collaboration avec la division de jeux vidéo 5pb Games de Mages, et faisait à l'origine, avec Occultic;Nine, partie d'une franchise médiatique appelée en interne Science Visual Novel,. Chiyomaru Studio a également développé le jeu Science Adventure Robotics;Notes DaSH. Depuis 2017, le studio organise des événements musicaux en direct où ils publient également des mises à jour sur leurs projets médias, appelés « Chiyo-ST Live »,.